# Adone (Duquesnoy)
L'Adone, anche noto come Adone Mazzarino, è un'opera scultorea realizzata dall'artista fiammingo François Duquesnoy nei primi tempi del XVII secolo e attualmente conservata al Museo del Louvre di Parigi.  Il soggetto dell'opera è Adone, il bellissimo mortale amato dalla dea Afrodite.

## Storia
La statua è anche nota come Adone Mazzarino perché in passato faceva parte della collezione del cardinale Mazzarino. In seguito divenne di proprietà di Armand Charles de La Porte de La Meilleraye, il quale mutilò la scultura in un impeto di follia nel XVII secolo.

## Descrizione
Il soggetto raffigurato è Adone, frutto dell'amore incestuoso tra Mirra e suo padre, Cinira, re di Cipro. La fanciulla, infatti, era innamorata del padre e per giacere con lui decise di ingannarlo, con l'aiuto della nutrice Ippolita; quando Cinira riconobbe la figlia, infuriato, la inseguì con una spada. Fu in quel momento che Mirra, affinché le fosse risparmiata la vita, pregò gli dei, i quali la trasformarono in un albero di mirra. Con le sembianze di albero, quindi, diede alla luce Adone.
Afrodite, trovato il bambino, rimase incantata dalla sua bellezza e, adagiato in una cassa, lo consegnò a Persefone. Adone crebbe e divenne un giovane straordinariamente bello, conteso da entrambe le dee, nessuna delle due disposta a lasciarlo andare. Zeus (o Calliope) decise di tripartire l'anno di Adone: un terzo con Afrodite, un terzo con Persefone e un terzo con chiunque egli desiderasse.
Secondo il mito di Ovidio, Adone fu ferito mentre cacciava da un cinghiale e morì dissanguato tra le braccia di Afrodite. In alcune versioni della storia, a mandare il cinghiale ad uccidere il ragazzo fu Ares, geloso perché Afrodite trascorreva troppo tempo con il mortale; in altre, tra cui quella di Euripide, fu Artemide la responsabile della sua morte, voluta per vendicare il suo prediletto Ippolito, ucciso da Afrodite (Adone, in quanto cacciatore, si avventurò nel bosco, regno di Artemide, e lì fu attaccato dal cinghiale).

## Stile
Il perfezionamento di sculture antiche da parte di Duquesnoy fu considerato dai suoi contemporanei come "assolutamente perfetto"; un altro pregevole esempio delle sue abilità è il Fauno Rondanini. Le statue dell'antichità erano spesso riprese nello stile barocco dall'artista che portava a termine il lavoro.
Nel caso dell'Adone, scolpito, al pari del Fauno, partendo da un torso antico, la posizione chiastica della figura ricorda quella della scultura bronzea del Mercurio, sempre del Duquesnoy, e ciò mostra come lo scultore fondesse il gusto greco con l'influenza barocca dei suoi giorni. La statua porta la firma dell'artista e, pur se rielaborata partendo da un antico torso romano, viene accettata come "autentica creazione artistica (del Duquesnoy)".